# Jorma Taccone
Jorma Christopher „Jorm“ Taccone (* 19. března 1977) je americký herec, režisér a scenárista komediálních filmů. Jorma je jeden z členů komediálního tria The Lonely Island spolu se svými přáteli z dětství Andy Sambergem a Akivou Schafferem.